# Anything Else
Anything Else (bra: Igual a Tudo na Vida) é um filme estadunidense de comédia romântica de 2003. É estrelado e dirigido pelo diretor Woody Allen, produzido por sua irmã Letty Aronson e também estrelado por Jason Biggs, Christina Ricci, Allen, Stockard Channing, Danny DeVito, Jimmy Fallon, Erica Leerhsen e KaDee Strickland. 
Foi exibido como a seleção da noite de abertura no 60º Festival Internacional de Cinema de Veneza.

## Enredo
Jerry Falk (Jason Biggs) é um aspirante a escritor, que vive em Nova York e se apaixona, à primeira vista, por uma jovem volúvel e excêntrica chamada Amanda (Christina Ricci). Certa vez Jerry comentou com um motorista de táxi sobre questões existenciais da vida e o que ouviu o impressionou: eram "iguais a tudo na vida". 
Porém, ele descobre rapidamente que a vida com a imprevisível Amanda não é, em absoluto, igual a tudo na vida até que ele conhece Else Brooke (KaDee Strickland), uma psiquiatra que acabou de perder um filho no parto que tentar superar a perda e conhece Jerry e faz com o que ele conheça um lado da vida que nunca conheceu: O Amor, então eles aproveitam o máximo juntos.
Jerry descobre que tem TPB e Else descobre que tem Transtorno Bipolar o que faz com o que Else entre em Depressão, então Jerry a ajudar, fazendo Else supera sua perda. No final Else tem que ir a Los Angeles e então deixa Jerry , diznedo que o amor da vida dele não pode ser ela e sim Amanda, e que mesmo que ele não admita, ele a ama e Amanda também o ama. Então Else despede-se e vai embora, e Jerry corre atrás de Amanda. Encontra-a e diz que a ama, beijando-a. A Mensagem é que Else mudou o jeito de pensar de Jerry, fazendo com o que ele se agarre ao que ele tem e não deixe elas irem embora.

## Elenco
- Jason Biggs como Jerry Falk - um escritor neurótico e aspirante a viver na cidade de Nova York. Ele freqüentemente tem necessidades e qualificações em seu relacionamento com Amanda, mas quando ela tem problemas de compromisso, Jerry geralmente reside em David sobre conselhos sobre sexo.
- Christina Ricci como Amanda Chase - Uma garota insegura, carente, co-dependente que muitas vezes tem problemas para lidar com o compromisso.
- Woody Allen como David Dobel - um escritor envelhecido que constantemente conversa com Jerry sobre sua vida sexual.
- Stockard Channing como Paula Chase, mãe de Amanda
- Danny DeVito como Harvey Wexler - empresário de Jerry
- Jimmy Fallon como Bob
- Erica Leerhsen como Connie
- KaDee Strickland como Brooke
- David Conrad como Dr. Phil Reed

## Recepção
O filme recebeu críticas mistas dos críticos. O site de críticas Rotten Tomatoes deu ao filme uma pontuação de 40%, com base em críticas de 129 críticos. Metacritic deu ao filme uma pontuação média de 43 em 100, com base em críticas de 37 críticos.
Leonard Maltin, em seu guia de filmes e vídeos, atribuiu ao filme uma classificação de "BOMB" (o único filme dirigido por Allen que ele já classificou como BOMB) e o chamou de "o pior de todos os tempos de Allen".
Em agosto de 2009, foi citado por Quentin Tarantino como um dos seus 20 filmes favoritos desde 1992, quando começou sua carreira como cineasta.
Em 2016, os críticos de cinema Robbie Collin e Tim Robey do The Daily Telegraph classificaram Anything Else como um dos piores filmes de Woody Allen.